# Gerry Francis Ridsdale
Gerry Francis Ridsdale (* 20. Mai 1934 in St Arnaud, Victoria; † 18. Februar 2025 in Port Phillip Prison, Melbourne) war ein australischer Theologe und Sexualstraftäter, der seine Position ausnutzte, um Kinder sexuell zu misshandeln.

## Leben
Ridsdale war als Kaplan im Bistum Ballarat tätig. Seine Vergehen zählen zu den bekannteren Fällen von sexuellem Missbrauch in der römisch-katholischen Kirche in Australien.
Bischof Ronald Austin Mulkearns war seit 1975 über die Probleme mit Ridsdale informiert. Ridsdale wurde in mehrere Gemeinden versetzt. Im Jahre 1994 wurde Ridsdale verurteilt. Er wurde des Missbrauchs in 46 Fällen mit 21 Opfern in einem Zeitraum von zwei Jahrzehnten schuldig befunden.
Im Laufe der Jahre meldeten sich Dutzende weiterer Opfer bei der Polizei. Bis 2006 wurden Ridasdale in vier Prozessen 54 weitere Missbrauchsfälle nachgewiesen.
Im fünften Prozess seit seinem Haftantritt bekannte sich Ridsdale erneut schuldig, und zwar in 23 Anklagepunkten. Er wurde 2017 zu einer zusätzlichen Haftstrafe von elf Jahren verurteilt.
Laut der Zeitung The Guardian konnte ihm der Missbrauch von insgesamt 65 Opfern während seiner Amtszeit zwischen 1961 und 1988 nachgewiesen werden.

## Tod
Ridsdale starb am 18. Februar 2025 im Alter von 90 Jahren im Gefängnis.